# Jason Kenny
Pour les articles homonymes, voir Kenny.

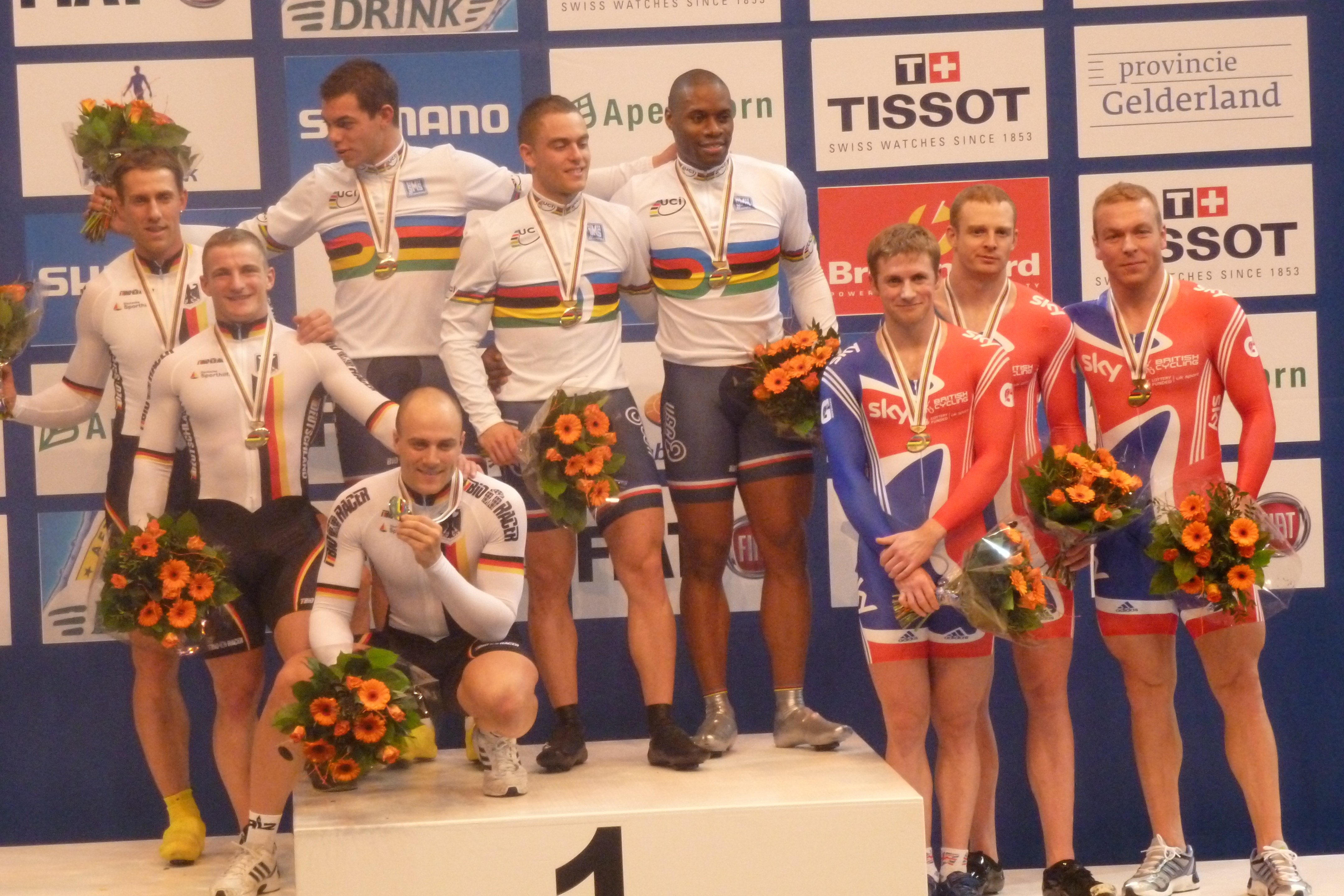
Podium de la vitesse par équipes lors des championnats du monde 2011 (de gauche à droite : Stefan Nimke, René Enders, Kévin Sireau, Maximilian Levy (accroupi), Michaël D'Almeida, Grégory Baugé, Jason Kenny, Matthew Crampton, Chris Hoy).

Jason Kenny, né le 22 mars 1988 à Bolton, est un coureur cycliste sur piste britannique. Spécialisé dans les disciplines du sprint, il est sept fois champion olympique : en vitesse individuelle, en 2012 et 2016, en vitesse par équipes avec Chris Hoy et Jamie Staff aux Jeux olympiques de 2008 à Pékin, aux Jeux olympiques de 2012 à Londres avec Hoy et Philip Hindes et aux Jeux olympiques de 2016 à Rio avec Hindes et Callum Skinner, et en keirin en 2016 et 2020. Il est le seul coureur triplement titré en vitesse par équipes. Il est également quintuple champion du monde (trois titres en vitesse et deux en keirin).

## Biographie
Jason Kenny commence à 15 ans le cyclisme sur piste et se spécialise sur les disciplines de vitesse. 
En 2006, il remporte les championnats d'Europe et du monde junior de la vitesse individuelle, par équipes et de keirin. En fin d'année, il fait ses débuts en coupe du monde et remporte l'épreuve de vitesse par équipes à Moscou avec Matthew Crampton et Craig MacLean. Médaille aux championnats d'Europe des moins de 23 ans, il est sélectionné pour participer aux Jeux olympiques de 2008 à Pékin. Il prend la place de Ross Edgar dans l'équipe de vitesse par équipes, aux côtés de Chris Hoy et Jamie Staff. En qualification, cette nouvelle équipe bat le record des trois tours sur une piste de 250 mètres en 42 secondes et 95 centièmes, puis bat en finale l'équipe de France, triple championne du monde, et remporte ainsi la médaille d'or. En vitesse individuelle, il est battu en finale par son compatriote Chris Hoy et remporte la médaille d'argent.
Au printemps 2011, il remporte aux championnats du monde UCI à Apeldoorn, la médaille d'argent en vitesse. Initialement vainqueur, le coureur français Grégory Baugé est disqualifié par la suite pour non-respect des règles de localisation dans le cadre  de la lutte contre le dopage. en janvier 2012, Jason Kenny est officiellement déclaré champion du monde.
En 2012, il dispute les championnats du monde sur piste à Melbourne, en Australie, dans l'équipe de vitesse par équipes par équipe aux côtés de Chris Hoy et Philip Hindes. Le trio est disqualifié pour une infraction au règlement lors du tour qualificatif.
En juillet 2012, Kenny est sélectionné pour représenter la Grande-Bretagne aux Jeux olympiques de Londres, toujours avec Hoy et Hindes en vitesse par équipes. Le trio remporte l'or olympique en devançant les Français de 41 centièmes de seconde. Préféré à Chris Hoy, il obtient ensuite une troisième médaille d'or lors de la vitesse individuelle, où il domine le tournoi et bat facilement le triple champion du monde Grégory Baugé en finale.
En janvier 2013, il est nommé officier de l'Ordre de l'Empire britannique (CBE). Peu après, il devient champion du monde de keirin. Aux Jeux du Commonwealth 2014 à Glasgow, il remporte l'argent en vitesse individuelle.
En février 2016, en préparation pour les Jeux olympiques de Rio, il critique la sévérité et le paternalisme des entraîneurs britanniques, à qui, il reproche de gérer les coureurs comme des enfants. Lors des mondiaux 2016, disputés à domicile, il devient pour la deuxième fois après 2011, champion du monde de vitesse individuelle. Lors des Jeux olympiques de Rio, il devient triple champion olympique et l'un des sportifs britanniques les plus titrés de l'histoire.
Il prend une année sabbatique et se marie avec Laura Trott, avant d'annoncer son retour à la compétition fin 2017, avec comme objectif les Jeux olympiques de Tokyo en 2020, où il remporte deux nouvelles médailles, dont l'or en keirin.
En 2022, il devient l'entraîneur national du sprint masculin chez British Cycling.
Fin février 2022, il met un terme à sa carrière sportive, après avoir remporté 7 titres olympiques sur 4 olympiades (2008-2020) et 3 titres mondiaux.

## Vie privée
Il s'est marié avec la cycliste Laura Trott lors d'une cérémonie privée le 24 septembre 2016. Depuis 2016, le couple vit près de Knutsford dans le Cheshire. Ils ont un enfant, né un août 2017. Le couple compte 12 médailles d'or olympique.

## Honneurs
Kenny a été intronisé au Temple de la renommée de l'Union européenne de cyclisme.

## Palmarès

### Jeux olympiques
| Édition / Épreuve | Keirin | Vitesse individuelle | Vitesse par équipes                       |
| Pékin 2008        |        | Argent               | Or (avec Chris Hoy et Jamie Staff)        |
| Londres 2012      |        | Or                   | Or (avec Chris Hoy et Philip Hindes)      |
| Rio 2016          | Or     | Or                   | Or (avec Callum Skinner et Philip Hindes) |
| Tokyo 2020        | Or     | 8e                   | Argent (avec Ryan Owens et Jack Carlin)   |

### Championnats du monde
| Édition / Épreuve              | Keirin | Vitesse individuelle | Vitesse par équipes                       |
| 2006 (juniors)                 | Or     | Or                   | Or (avec David Daniell et Christian Lyte) |
| Pruszków 2009                  |        |                      | Argent                                    |
| Ballerup 2010                  |        |                      | Bronze                                    |
| Apeldoorn 2011                 | 10e    | Or                   | Argent                                    |
| Melbourne 2012                 | Bronze | Argent               | 15e                                       |
| Minsk 2013                     | Or     | 7e                   | 6e                                        |
| Cali 2014                      | 5e     | 5e                   | 5e                                        |
| Saint-Quentin-en-Yvelines 2015 | 13e    | 14e                  | 8e                                        |
| Londres 2016                   | 6e     | Or                   | 6e                                        |
| Apeldoorn 2018                 |        |                      | Argent                                    |
| Pruszków 2019                  |        |                      | 5e                                        |
| Berlin 2020                    | 8e     | 11e                  | Argent                                    |

### Coupe du monde
- 2006-2007
  - 1er de la vitesse par équipes à Moscou
- 2007-2007
  - 3e de la vitesse par équipes à Los Angeles
- 2008-2009
  - 1er de la vitesse individuelle à Manchester
  - 1er de la vitesse par équipes à Manchester
  - 1er de la vitesse par équipes à Copenhague (avec Jamie Staff et Chris Hoy)
  - 2e du keirin à Manchester
- 2009-2010
  - 2e de la vitesse par équipes à Manchester
  - 3e de la vitesse individuelle à Manchester
- 2010-2011
  - 1er de la vitesse par équipes à Melbourne (avec Chris Hoy et Matthew Crampton)
  - 2e de la vitesse par équipes à Cali
  - 2e de la vitesse à Melbourne
  - 2e de la vitesse à Manchester
  - 3e de la vitesse par équipes à Manchester
- 2011-2012
  - 3e de la vitesse par équipes à Londres
- 2012-2013
  - 2e de la vitesse par équipes à Glasgow
- 2013-2014
  - 2e de la vitesse à Aguascalientes
  - 2e de la vitesse par équipes à Aguascalientes
  - 3e de la vitesse par équipes à Manchester
- 2014-2015
  - 1er de la vitesse par équipes à Guadalajara (avec Philip Hindes et Callum Skinner)
  - 2e de la vitesse à Guadalajara
- 2015-2016
  - 1er de la vitesse par équipes à Hong Kong (avec Philip Hindes et Callum Skinner)
  - 3e de la vitesse à Hong Kong
- 2018-2019
  - 1er du keirin à Milton
  - 2e de la vitesse par équipes à Berlin
  - 2e de la vitesse par équipes à Londres
  - 3e de la vitesse par équipes à Milton
- 2019-2020
  - 2e du keirin à Hong Kong
  - 2e de la vitesse par équipes à Minsk
  - 2e de la vitesse par équipes à Glasgow

### Jeux du Commonwealth
- Glasgow 2014
  -  Médaillé d'argent de la vitesse par équipes
  -  Médaillé d'argent de la vitesse individuelle

### Championnats d'Europe
| Épreuve / Édition | Kilomètre | Keirin | Vitesse individuelle | Vitesse par équipes                       |
| 2006 (juniors)    | Argent    | Or     | Or                   | Or (avec David Daniell et Christian Lyte) |
| 2007 (espoirs)    |           |        | Bronze               | Bronze                                    |
| 2009 (espoirs)    |           | Argent | Argent               | Argent                                    |
| Pruszków 2010     |           | Or     | Bronze               | Bronze                                    |
| Apeldoorn 2013    |           | Argent | Bronze               |                                           |
| Apeldoorn 2019    |           |        |                      | Argent                                    |

### Jeux européens
| Édition / Épreuve | Vitesse par équipes |
| Minsk 2019        | Bronze              |

### Championnats de Grande-Bretagne
| - 2004 - Champion de Grande-Bretagne de vitesse cadets - 2005 - Champion de Grande-Bretagne de vitesse par équipes - 2006 - 3e du kilomètre - 3e de la vitesse par équipes - 2007 - 2e de la vitesse par équipes - 3e du kilomètre - 2009 - Champion de Grande-Bretagne de vitesse par équipes - 2e du keirin - 3e de la vitesse - 2010 - Champion de Grande-Bretagne de vitesse - Champion de Grande-Bretagne de vitesse par équipes - 2e du keirin - 2011 - Champion de Grande-Bretagne de vitesse par équipes - 3e de la vitesse | - 2013 - Champion de Grande-Bretagne du keirin - Champion de Grande-Bretagne de vitesse - Champion de Grande-Bretagne de vitesse par équipes - 2014 - Champion de Grande-Bretagne de vitesse par équipes - 2015 - Champion de Grande-Bretagne du kilomètre - Champion de Grande-Bretagne de vitesse par équipes - 2018 - Champion de Grande-Bretagne de vitesse par équipes (avec Jack Carlin, Ryan Owens, Philip Hindes et Matthew Teggart) - 2019 - Champion de Grande-Bretagne de keirin - Champion de Grande-Bretagne de vitesse par équipes - 2020 - Champion de Grande-Bretagne de vitesse par équipes - 2e de la vitesse |